# Bernardo Morando
Bernardo Morando of Morenda (ca. 1540-1600) was een 16e-eeuwse Venetiaans-Poolse architect en edelman die bekend staat voor het verwezenlijken van het plan om de stad Zamość te stichten.

## Biografie
Morando, geboren in de Republiek Venetië, emigreerde in 1569 naar Polen, waar hij op 1 juli 1578 in dienst trad als hofarchitect van de edelman Jan Zamoyski. Zamoyski gaf de architect de opdracht om een stad te ontwerpen en te bouwen: Zamość. Het concept wat Morando voor ogen had was immens: een civiel woongebied met paleis omringd door vestingmuren en saillants. Hij ontwierp een netwerk van straten, woonblokken, een centrale plein met stadhuis, een arsenaal en gebedshuizen, waaronder een synagoge. De nadruk van dit plan lag op handel en verdediging. De stad is tussen 1587 en 1605 gebouwd en wordt gezien als een van de mooiste voorbeelden van Italiaanse renaissance stadsplanning en architectonische ensembles in Noord-Europa.
Voor zijn verdiensten werd Morando benoemd tot burgemeester van Zamość en in de Poolse adelstand verheven. Zijn nakomelingen voerde het Mora wapen.

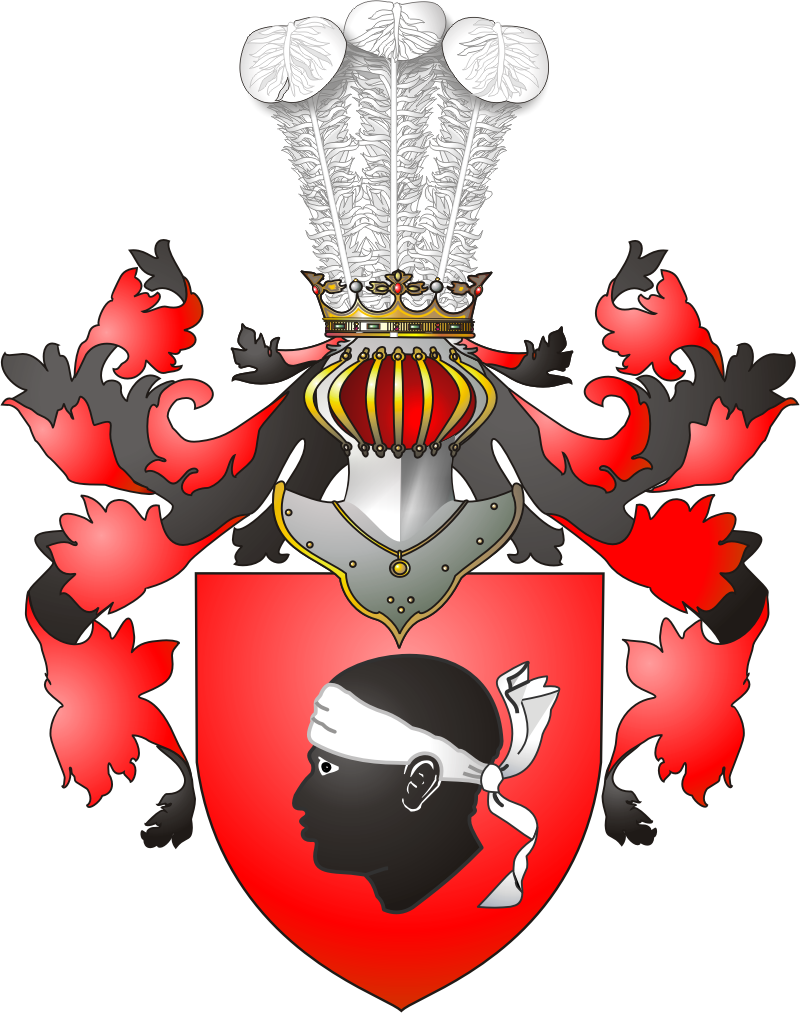
Het wapen van Morando

## Bouwwerken
| Naam                                               | Bouwjaar  | Adres           | Plaats | Bijzonderheden | Afbeelding |
| -------------------------------------------------- | --------- | --------------- | ------ | -------------- | ---------- |
| Kathedraal van de Verrijzenis van Tomas de Apostel | 1587-1598 | Kolegiacka 1A   | Zamość |                |            |
| Stadhuis van Zamość                                | 1591-1600 | Rynek Wielki 13 | Zamość |                |            |
| Zamoyski academie                                  | 1593-1600 | Akademicka 1    | Zamość |                |            |

- Gemeinsame Normdatei: 134201973
- International Standard Name Identifier: 0000 0001 0990 8611
- Library of Congress Control Number: n85297805
- Nederlandse Thesaurus van Auteursnamen: 078792819
- Système universitaire de documentation: 197541720
- Union List of Artist Names: 500034686
- Virtual International Authority File: 77525678
- WorldCat: E39PBJhCCjFh7bQ3rRJ7wDHQv3